# Cameraria castaneaeella
Cameraria castaneaeella là một loài bướm đêm thuộc họ Gracillariidae. Nó được tìm thấy ở Hoa Kỳ (Connecticut, Kentucky, Ohio, Maine và New York).
Sải cánh dài 6-7.5 mm.
Ấu trùng ăn Castanea species (bao gồm Castanea dentata và Castanea sativa) và Quercus species (bao gồm Quercus ilicifolia). Chúng ăn lá nơi chúng làm tổ. ệ